# Werner Pirchner
Werner Preisegott Pirchner (Hall in Tirol, 13 februari 1940 – Innsbruck, 10 augustus 2001) was een Oostenrijks componist, jazzmusicus en vibrafonist.

## Levensloop
Pirchner begon als jazzmusicus en was vanaf 1962 freelance componist. In 1963 werd hij vibrafonist in het "Oscar-Klein-Kwartet". Hij werkte ook bij plaatopnames van het "Vienna Art Orchestra" als marimbaspeler mee en was aldaar lid van 1975 tot 1985. In de laatste 15 jaren van zijn leven werkte hij meestal als componist. Hij schreef voor vele genres van solowerken tot werken voor groot orkest en balletten. Hij werd in Oostenrijk bekend door zijn signetten voor de ORF "Ö(sterreich) 1" in 1994. Voor het toneelstuk van "Jedermann" van Hugo von Hofmannsthal, dat tijdens de Salzburger Festspiele altijd op de plein voor de Dom van Salzburg of in het Festspielhaus uitgevoerd werd, schreef hij de muziek. Hij schreef ook muziek voor de televisiefilm in de pauze van het Nieuwjaarsconcert van de Wiener Philharmoniker op 1 januari 2000.
Hij kon zonder moeite in zijn werken elementen uit de lichte muziek met de klassieke muziek verbinden.

## Composities

### Werken voor orkest
- 1977 Klänge für Normal-Symphonie-Orchester, PWV 9b (Muziek voor het Hoorspel „Tausend Masken – kein Gesicht“ van Hilde Schwanda)
- 1980-1984 Kammer-Symphonie - Soireé Tyrolienne, voor kamerorkest, PWV 16
  1. Maestoso – Glorioso – Pastorale – Martiale
  2. Prima Vista, Pazifista
  3. Young and Old Children
- 1995 Shalom?, voor strijkorkest, op. 30c - première: 17 oktober 1997, Deutschlandsberg, tijdens het 14e jeugdmuziekfestival, door de "Cappella Istropolitana"
  1. Kann die Geige weinen?
  2. Sing!
  3. Tanz!
  4. In das Nichts?
- 1988 Zwentendorf – Wackersdorf... Ein Spaziergang!… nach Tschernobyl!, concert voor dwarsfluit, groot orkest en kritieke politiekoor, PWV 32
- 1989 Hundert Praktische Kom-positionen für gutes Orchester 1. Versuchsballon, voor kamerorkest, PWV 41
- 1993-1994 Sound Design für das Kultur-Radio Österreich 1, fanfaren (signets) voor orkest, PWV 66
- 1996 rev.2001 Birthday-Musik mit gutem Orchester, voor groot orkest, PWV 80
  1. Geburtstags-Alleluja?
  2. Oder so?
  3. Kinderlied in G
  4. Uu – Ee – Uu – Aa... Üü?
  5. Weihnachten, Ostern & Montag früh?
  6. Kinderleicht... ?
  7. Vom Licht...
- 1997 3 Deka Ö-1-Radio-Signations, collages van verschillende signets, PWV 66a
- 1998-2001 Wörgler Freigeld, voor orkest, PWV 89
- 1999 100 praktische Kompositionen für gute Orchester - "Aus meinen Komponierhäuschen", voor strijkorkest, PWV 110
- 100 praktische Kompositionen für gute Orchester, voor strijkorkest, PWV 100 (onvoltooid)
- 100 praktische Kompositionen für gute Orchester, voor kamerorkest, PWV 101-109

### Werken voor harmonieorkest en koperensemble
- 1977 Präludium und Fiasko, voor harmonieorkest, vibrafoon en gitaar, PWV 9 - première: 1977, Innsbruck, Kongresshaus door Bundesbahn-Musikkapelle Innsbruck u. Jazz Zwio, o.l.v. Florian Pedarnig
- 1986 Firewater-Music aus „Die drei Jahreszeiten“, voor koperensemble ((5 trompetten, 4 trombones, 2 hoorns, tuba, 3 slagwerkers), PWV 22
  1. Ich wendete mich nicht
  2. Angekettet wie ein Vieh
  3. SOS – im Brunnen vor dem Tore
  4. Im Lichte der Zu-versicht
  5. Das Geheimnis
- 1995 Glück & Glas, voor harmonieorkest, PWV 75 - première: 1 oktober 1995, Wattens, Swarovski-Musik Wattens o.l.v. Werner Pirchner
  1. Prolog
  2. Start & Bimbam
  3. Durchsicht?
  4. Die Wie-Fanfare
  5. Auf nach Vögelsberg
  6. Dadldü-Walzer
  7. x-Mal?

### Muziektheater

#### Balletten
| Voltooid in | titel                                                                                                | aktes | première                                   | libretto       | choreografie          |
| ----------- | --- | ----- | ------------------------------------------ | -------------- | --------------------- |
| 1980-1984   | Kammer-Symphonie - Soireé Tyrolienne, PWV 16                                                         |       | 1987, Wenen, Weense Staatsopera            | Otto Grünmandl |                       |
| 1986        | Two War- and Peace-Choirs, PWV 20 (Liederen voor de onvoltooide opera "Liebe, Glück... und Politik") |       | 15 oktober 1988, Wenen, Wiener Musikverein |                |                       |
| 1989        | Oedipus, PWV 38                                                                                      |       | 1989, Heidelberg, Tanztheater Heidelberg   | Sophocles      | Hans Kresnick         |
| 1991        | Der Weibsteufel, PWV 54                                                                              |       | 1991, Innsbruck, Tiroler Landestheater     | Karl Schönherr | Eva Lerchenberg-Thöny |

#### Toneelmuziek
- 1982 Kaiser Joseph & die Bahnwärterstochter, Muziek voor een toneelstuk van Fritz von Herzmanovsky-Orlando, PWV 25 - première: 1982, Volksschauspiele Telfs
- 1987 Geschichten aus dem Wienerwald, Muziek voor het gelijknamige toneelstuk van Ödon von Horvath, PWV 26
- 1988 Der Sturm, Muziek voor het gelijknamige toneelstuk van William Shakespeare, PWV 27
- 1988 Kein schöner Land, Muziek voor het gelijknamige toneelstuk van Felix Mitterer, PWV 28
- 1988 Gespenstersonate, Muziek voor het gelijknamige toneelstuk van August Strindberg, PWV 35
- 1989 Kindertheater-Musik, toneelmuziek, PWV 37
- 1991 Ein Jedermann, Muziek voor het gelijknamige toneelstuk van Felix Mitterer, PWV 47 - première: 1991, Wenen, Theater in der Josephstadt
- 1991 Die wilde Frau, Muziek voor het gelijknamige toneelstuk van Felix Mitterer, PWV 51
- 1992 Das wunderbare Schicksal, Muziek voor het gelijknamige toneelstuk van Felix Mitterer, PWV 58
- 1994 Krach im Hause Gott, Muziek voor het gelijknamige toneelstuk van Felix Mitterer, PWV 73 - première: 1994, Bregenz, Bregenzer Festspiele
- 1995-2001 Bühnenmusik zu »Jedermann« bei den Salzburger Festspielen am Domplatz bzw. im Festpielhaus, voor blaasensemble: (piccolo, 6 trompetten, hoorn, 4 trombones, tuba, slagwerk, pauken), vocaal-solisten, vocaal-sextet en gemengd koor, PWV 70
- 1995 Die letzten Tage der Menschheit, Muziek voor het gelijknamige toneelstuk van Karl Kraus, PWV 77
- 1997 Choräle für Streichorchester, voor strijkorkest, PWV 85a (Muziek voor de scenische uitvoering van "Shalom"), Regie: Hans Hoffer
- 1997 Choräle für Streichorchester, voor strijkorkest, PWV 85b (Muziek voor de scenische uitvoering van "Shalom")
- 1997 Choräle für Streichorchester, voor strijkorkest, PWV 85c (Muziek voor de scenische uitvoering van "Shalom")

### Hoorspel
- 1995 24 Stunden – Ö1 Hörspiel, PWV 69

### Werken voor koor
- 1996 ÜberMorgen? uit de (onvoltooide) opera »Liebe, Glück und Politik«, voor kinder- of schoolkoor, PWV 50
- 1996 1. BumBumBum - NaNaNa! uit de (onvoltooide) opera »Liebe, Glück und Politik«, voor gemengd koor, PWV 50
- 1996 2. One for the Soldier's Song Contest! uit de (onvoltooide) opera »Liebe, Glück und Politik«, voor gemengd koor, PWV 50
- 2000 Eröffnungsfanfare nach Franz Xaver Schreihals, dem Jüngeren, voor schoolkoor en een humorvolle leraar, PWV 126

### Vocale muziek
- 1966-1973 ein halbes doppelalbum, PWV 1

1. Prolog
2. Das Land der 1.000 Träume
3. In dem Bestreben, edlere Werte als Heimat, Scholle und Vaterland zu besingen
4. Mein Gewissen erlaubt mir nicht ...
5. Lasset uns singen
6. Lied über nicht gesellschaftsfähige Tätigkeiten
7. Manchem Lehrer hinters Ohr zu schreiben
8. Ein halbes Kilogramm Brot
9. Das steinerne Gesicht
10. An die ungestümen Weltverbesserer
11. Wir haben ja unsere zwei Akkorde
12. Ende der ersten Seite
13. Bitte wenden
14. Ein merkwürdiger Trialog
15. Lob
16. Fürchtet Euch nicht
17. Das Lied vom guten ausländischen Kameraden
18. Bundeslied der Traditionsverbände aller Länder
19. Wo das Büchserl knallt
20. Das Mühlenrad welches durch sein Verhalten seinen Klassengenossen die Augen öffnete und einen neuen revolutionären Weg wies
21. Bescheidene, in Mittelkärntner Mundart abgegebene Erklärung arbeitstechnischer Vorgänge aus dem Fachbereich Tonschnitt in Beantwortung eines, offenbar durch einen Laien getätigten bewundernden Ausrufes
22. Ein ungewöhnlicher Bluestext oder das Zusammentreffen zweier nicht vereinbarer Welten
23. G´schamsta Diena, Herr Zensor
24. Über verschiedene Institutionen
25. Ein Vorschlag zur unblutigen und dauernden Lösung eines Problems, das einen alpenländischen Volkskörper dritheilt und solcherart demütigt und quält, daß er, obwohl von Natur aufrechten und geraden Wesens, sich schmerzerfüllt im Grame beugt
26. Eisenkäppchen
27. Was wir über das Leben nach dem Tode wissen
28. Epilog
29. Coda
30. Ein hinterfotziger Streich
31. Pause (For John Cage) & Söhö (For You)
32. Bericht an die Schunkel Akademie
33. Wer heutzutage nichts hat
34. Historisches Instrumentarium
35. Die unfreiwilligen Stellvertreter
36. Veatn zu Öschtern hobn a poor Höttntöttn in an Öschtiröler Rökökö-Schlösse Röck`n Röll getanzt
37. Hommage an die gute, alte Zeit
38. Müde Ankündigung für zwei »Alternativ-Versionen«
39. Was ein junger Mensch lernen darf (Alternate-Version)
40. Wir werden Ihnen das Lachen schon austreiben
41. Schönbrunner-Deutsche und andere Vögel (2. Version)
42. Über die Präzision der Rechenzentren
43. Vor der Wahl
44. Nach der Wahl
45. Jodler aus »Der Untergang des Abendlandes«
46. Spazieren statt marschieren
47. Ostern 1966

- 1987 Holdeste Rose uit de (onvoltooide) opera »Liebe, Glück und Politik«, voor tenor, vocaal kwartet, gemengd koor en orkest, PWV 50
- 1996 Fünf abgelehnte Arien zu Texten von Peter Turrini, voor zangstem en orkest, PWV 81

### Kamermuziek
- 1975 Birthdays, voor trombone, hoorn en tuba, PWV 44
- 1981 Good News from the Ziller Valley, voor viool solo, PWV 12
- 1982 Do You Know Emperor Joe?, voor koperkwintet, PWV 13

1. Fine – Intrada
2. Titellos
3. Landleben
4. Nachmittag eines Vormittags
5. Tanz der Salmonellen
6. Tetere – Tee
7. Schmalspur – Polka
8. Wer hat Dir – Du schöner Wald – eine vor den Latz geknallt?
9. Barfuß – Schuh – Plattler
10. Gia ma bold hoam!
11. Ja. Wir sind mit dem Radd hier!
12. Italienischer Sabeltanz
13. Von Josef für Josef
14. Idylle & Krawalle
15. Vom Leben (Dur & Moll)
16. Compliments to Great Britain
17. Die Donau ist blau – wer nicht?

- 1984 Streichquartett für Bläser-quintett, voor blaaskwintet, PWV 15
  1. I mag
  2. nit Küah-hiatn
  3. i mag nit
  4. Sau-hiatn
  5. vom Davon-Reitn
  6. P.S.
  7. Ich weiss nicht, soll's was bedeuten…
  8. Ja!
- 1984 Von der gewöhnlichen Traurig-keit. Zum Kotzen, voor strijkkwartet, PWV 17
  1. Aus der Ferne – In die Ferne
  2. Hl. Antonius & Hl. Thelonius
  3. Rettungslos!
  4. Almgras & Qu...
  5. Winzig & Ewig
  6. Die frische Luft / Fuchsloch 15
  7. Rettungslos?
- 1986 Anstatt eines Denkmals für den Bruder meines Lehrers, der im Krieg, weil er sich weigerte, Geiseln zu erschießen, ermordet wurde, voor dwarsfluit solo, PWV 18
- 1986 Solo-Sonata für Bass-Vibes, voor vibrafoon en zangstem, PWV 21
  1. Adagio Cantabile
  2. Largo Arioso
  3. Andante Risoluto
  4. Passacaglia
- 1986 Der anwesende Komponist (mit offenem Hemd und Turnschuhen) biß dem begeistert applaudierenden Publikum genüßlich etwas auf seinem Kaugummi vor, PWV 82
- 1987 Emigranten-Symphonie, voor strijkkwintet, PWV 23
  1. Mozart und Schubert
  2. Die logische Konsequenz des Marschierens
  3. Sie haben nichts gewußt
  4. Sie wollen auch jetzt NICHT wissen
  5. Young and Old Children (Ein Emigrant hat sich verrannt – in diese Symphoney)
- 1987 Heimat?, voor viool en piano, PWV 29a
- 1987 Shalom?, voor viool solo, PWV 30a
- 1988 Wem gehört der Mensch...?, voor viool, cello en piano, PWV 31
- 1988 Aus dem Konzert für zwei Solo-Violinen... ohne Orchester, voor twee violen, PWV 33
- 1989 Adrette Duette, voor piano en een melodieinstrument, PWV 11
- 1989 Born for Horn, voor hoornkwartet, PWV 36
  1. Kammerjäger
  2. Ypsilon for Horn
  3. Ivastehnit... Ivasteh...
  4. Einhorns lustige Reise
  5. Hörnchen klein, ging allein...
  6. In die weite Welt hinein
- 1989 Die Bewässerung von Mittel-europa, voor koperkwintet, PWV 39
- 1989 Mit FaGottes Hilfe, voor fagot solo, PWV 40
- 1990 Ein Trompetenkünstler spielt eine freundliche Weise, wird von einem Spitzel denunziert... und erhält eine Verwarnung... nebst Androhung eines Disziplinar-Verfahrens im Wiederholungsfalle, voor blaasoktet (2 hobo's, 2 klarinetten, 2 hoorns, 2 fagotten), PWV 42
  1. Nach
  2. Einer
  3. Wahren
  4. Begegenheit
  5. In
  6. Einem
  7. Sogenannten
  8. Freien
  9. Demokratischen
  10. Land
- 1990 König-Hirsch-Duette, voor twee trombones (of: trombone en tuba), PWV 43
- 1990 Der Dunst des Fusels, voor viool en vier gestemde bier- of wijnflessen, PWV 48
- 1991 »L'homme au Marteau dans la Poche« et autres Travaux Appliqués (»Der Mann mit dem Hammer in der Tasche« und andere Fleißaufgaben), voor koperkwintet, PWV 52
  1. A bientôt quatre-vingt-dix-neuf
  2. Un cadeau – pour Godard
  3. Optimissimo
  4. Monsieur et Madame Pinter
  5. Rennweg-Promenade & Painter Pinter
  6. Les oiseaux extraordinaires dans les bureaux
  7. L'homme au marteau dans la poche
- 1991 Feld-, Wald- und Wiesen-Soli, voor hoorn solo, PWV 53
- 1992 Heimat?, voor viool, cello en piano, PWV 29b
- 1992 Shalom?, voor viool en cello, PWV 30b
- 1992 Viertes, fast fertiges Blech-Quintett, voor koperkwintet, PWV 56
- 1992 Almweiss-Edelrausch & andere Master-Zwios, voor twee trompetten, PWV 57
- 1993 Einfach - Zwiefach, voor contrabas solo, PWV 64
- 1994 Weissenthaler – Fünftes, fast fertiges Blech-Quintett, voor koperkwintet, PWV 68
- 1994 Palmsonntag im Künstler-zimmer, voor viool en hoorn, PWV 71
- 1995 Abschied?, voor koperkwartet (2 trompetten, trombone en tuba), PWV 76
- 1996 Posaunen-Konzert für Blech-Quintett oder Der Strich des Radierers, voor solo trombone, 2 trompetten, hoorn en tuba, PWV 79 a
- 1997 Heute... war Gestern Morgen. Heute... ist Morgen Gestern, voor pianotrio, PWV 63
  1. Gestern?
  2. Heute?
  3. Drein sein – beinander bleibn...
  4. Gruss an die Knoblauch-Familie
- 1997 Hochzeits-Walzer, voor strijkkwartet, PWV 86
- 1998 Festliche Trio-Fanfare... &:... Wo ist die Kohle?, voor 3 trompetten (of: 2 trompetten en hoorn), PWV 87
- 2000 Posaunen-Konzert für Posaunen-Quartett oder Der Strich des Radierers, voor trombonekwartet, PWV 79b
- 2000 Kommunikations-Choral, voor koperkwintet, PWV 122
- 2000 Neue Wiener Festwochenfanfare, voor koperblazers en pauken, PWV 124
- 2000 3 Klare für Klarinette, voor klarinet solo, PWV 128
- 2001 Der Dunst des Fusels, voor viool, altviool, cello, contrabas, klarinet, fagot en 4 gestemde wijnflessen, PWV 48
- Freizeit in Tirol, fanfaren (signets) voor Radio Tirol, PWV 49
- Single-Note-Exercises, voor diverse instrumenten, PWV 61 (onvoltooid)
- Winzige Werke, PWV 62 (onvoltooid)
- Knoblauch meets Garlic, PWV 74 (onvoltooid)
- Die Insel der Seligen, PWV 78 (onvoltooid)

### Werken voor orgel
- 1982 Kleine Messe um C - für den lieben Gott, voor orgel, PWV 14
  1. Von der Herrlichkeit (in halber Birnenform)
  2. Von der Fröhlichkeit
  3. Ist Gott katholisch?
  4. Vom Alltäglichen
  5. Von der Traurigkeit
  6. Lustig... geht die Welt zugrunde
  7. Oder nit?

### Werken voor piano
- 1966-1968 10 Weinberg_Stücke, PWV 4
- 1988 Birthday-Serenade, PWV 34
- Noten für die Pfoten, PWV 60

### Werken voor slagwerk
- 1999 Intrada für 4, 5, 6 oder mehr SuPercussionisten, voor vibrafoon, triangel, marimba, vogelklanken, pauken en diverse slagwerkinstrumenten zoals gestemde toeters, Koe-klokken, kammen, PWV 92

### Werken voor Bigband
- 1978 Fünfuhrtee für Normal Jazz Orchester, PWV 7

### Werken voor jazz-ensemble
- 1964-1979 Jazzlieder, PWV 8
- 1992 Les oiseaux extraordinaires dansent sur les tours, voor jazzorkest, PWV 55
- Jazz Zwio, voor vibrafoon en gitaar (of: vibrafoon, gitaar en slagwerk), PWV 6

### Filmmuziek
- 1966 Faces of Europe, PWV 3 (Muziek voor de bilden uit de steden Londen, Venetië, Granada, Lissabon en Athene)
- 1967-1970 Brechreiz für großes Orchester u. a. Filmmusik, PWV 5
- 1969-1970 12-Ton- und andere Experimente, PWV 10 (Muziek voor de film "Die anachronistische Revolution")
- 1974 Der Untergang des Alpenlandes – Part One, PWV 2
- 1986 Sonate vom rauhen Leben, voor piano en twee accordeon, PWV 19 (Muziek tot de films "Das rauhe Leben" van Heide Pils en «Nouvelle Vague» van Jean-Luc Godard)
- 1987 Das rauhe Leben, PWV 24
- 1991 Mirakel, PWV 45
- 1991 Austria – A Whole World, PWV 46
- 1992 Paradiso del Cevedale, PWV 59
- 1993 Tirol?, Muziek voor de film "Prozession" van Kurt Mayer, PWV 65
- 1994 »Feuernacht« und «Komplott«, PWV 72
- 1996 Die Langsamkeit des Reisens, PWV 67
- 1999 Untersuchung an Mädeln, PWV 91
- 2000 Durch die wilden Alpen, PWV 127

## Prijzen en onderscheidingen
- 1974 Prijs van de "Deutsche Schallplattenkritik"
- 1976 Internationales Kurzfilm-Festival, Linz: 1e prijs
- 1984 Prijs van de "Deutsche Schallplattenkritik"
- 1986 Cultuurprijs voor muziek van de Oostenrijkse deelstaat Tirol
- 1987 Deutscher Schallplattenpreis
- 1988 Republik Österreich: Würdigungspreis
- 1997 Ereteken van de regering van de Oostenrijkse deelstaat Tirol
- UNESCO Parijs, deelname aan de Internationale Rostrum of Composers met "Von der gewöhnlichen Traurigkeit. Zum Kotzen."